# Gare d’Écouflant
Gare d’Écouflant vasútállomás Franciaországban, Écouflant településen.

## Vasútvonalak
Az állomást az alábbi vasútvonalak érintik:
- Le Mans–Angers-vasútvonal

## Kapcsolódó állomások
A vasútállomáshoz az alábbi állomások vannak a legközelebb:
- Gare du Vieux-Briollay (Gare du Mans, Le Mans–Angers-vasútvonal)
- Gare d’Angers-Maître-École (Gare d’Angers-Maître-École, Le Mans–Angers-vasútvonal)